# インディアン航空171便墜落事故
インディアン航空171便墜落事故（インディアンこうくう171びんついらくじこ）は、1976年10月12日に発生した航空事故である。チャトラパティ・シヴァージー国際空港を離陸したインディアン航空171便（シュド・カラベル VI-N）が機内火災に見舞われ同空港へ引き返している途中に墜落し、乗員乗客95人全員が死亡した。

## 事故機
事故機のシュド・カラベル VI-N（VT-DWN）は製造番号231として製造され、1967年に初飛行した機体であった。

## 事故の経緯
171便はチャトラパティ・シヴァージー国際空港からチェンナイ国際空港へと向かう国内線の定期便であった。当初は同便にボーイング機が使用される予定であったが、エンジントラブルが発生したためシュド・カラベルに変更された。
171便はチャトラパティ・シヴァージー国際空港の滑走路27から離陸した直後に第2エンジンが故障した。171便の乗員はすぐに引き返し、同空港の滑走路09への緊急着陸を試みた。しかし、滑走路の端から約1,000ヤード（910m）、高度300フィート（91m）の地点で着陸装置が下がって機体は制御不能となり、墜落した。この事故で乗員乗客95人全員が死亡した。

## 事故原因
コンプレッサーディスクの10段目の疲労亀裂が発電装置の故障を引き起こし、連続してコンプレッサーのケーシングが裂けたり機体の構造物をまたぐ燃料ラインが切断されたりといったことが発生した。このためエンジンルームで激しい火災が発生し、機体内に搭載されていた油圧装置の作動油が消費されて機体が操縦不能となったと考えられている。

## 著名な犠牲者
インドの女優であったラニ・チャンドラが事故に巻き込まれ死亡した。また、インドの俳優のジーテンドラは171便に搭乗する予定であったが、キャンセルしたため難を逃れた。ジーテンドラによると、事故当日はカルワー・チャウトであったため彼の妻は旅行を延期するようジーテンドラに頼んだが、ジーテンドラはとにかく空港に向かうことにしたという。しかし、空港に到着した後に飛行機が遅れていることに気づき、妻の断食を手伝うために家に戻ることにした。その後、彼の妻はジーテンドラが再び空港へ向かうことを認めなかった。数時間後、彼は自分が搭乗するはずであった飛行機が事故に遭ったことを知ったという。